# Edificio Henry Faux
El Edificio Henry Faux es un inmueble de estilo moderno localizado en la carrera Séptima con avenida Jiménez (Eje Ambiental) de Bogotá, Colombia. Fue diseñado por el arquitecto español Santiago Esteban de la Mora y fue durante algunos años el más alto de la ciudad.

## Sitio y arquitectura
El Edificio Henry Faux fue una de las obras arquitectónicas concebidas y diseñadas en Colombia por Santiago Esteban de la Mora. Fue uno de los arquitectos españoles que se exilió en Colombia debido a la Guerra Civil. Su obra más conocida fue la Plaza de Toros de Santamaría, en el sector de La Macarena.
El Edificio Henry Faux es un inmueble de estilo moderno situado en la esquina suroccidental del cruce de la Carrera Séptima con la Avenida Jiménez, junto al Edificio Pedro A. López. En esta zona se encuentran también otros inmuebles de importancia histórica y arquitectónica, como la iglesia de San Francisco, el palacio de San Francisoco, o los edificios Banco de la República, Cubillos, Pedro A. López y El Tiempo.
Con diez pisos de altura, el Edificio Henry Faux superó durante su construcción al Edificio Cubillos como el más alto de Bogotá.

## Galería

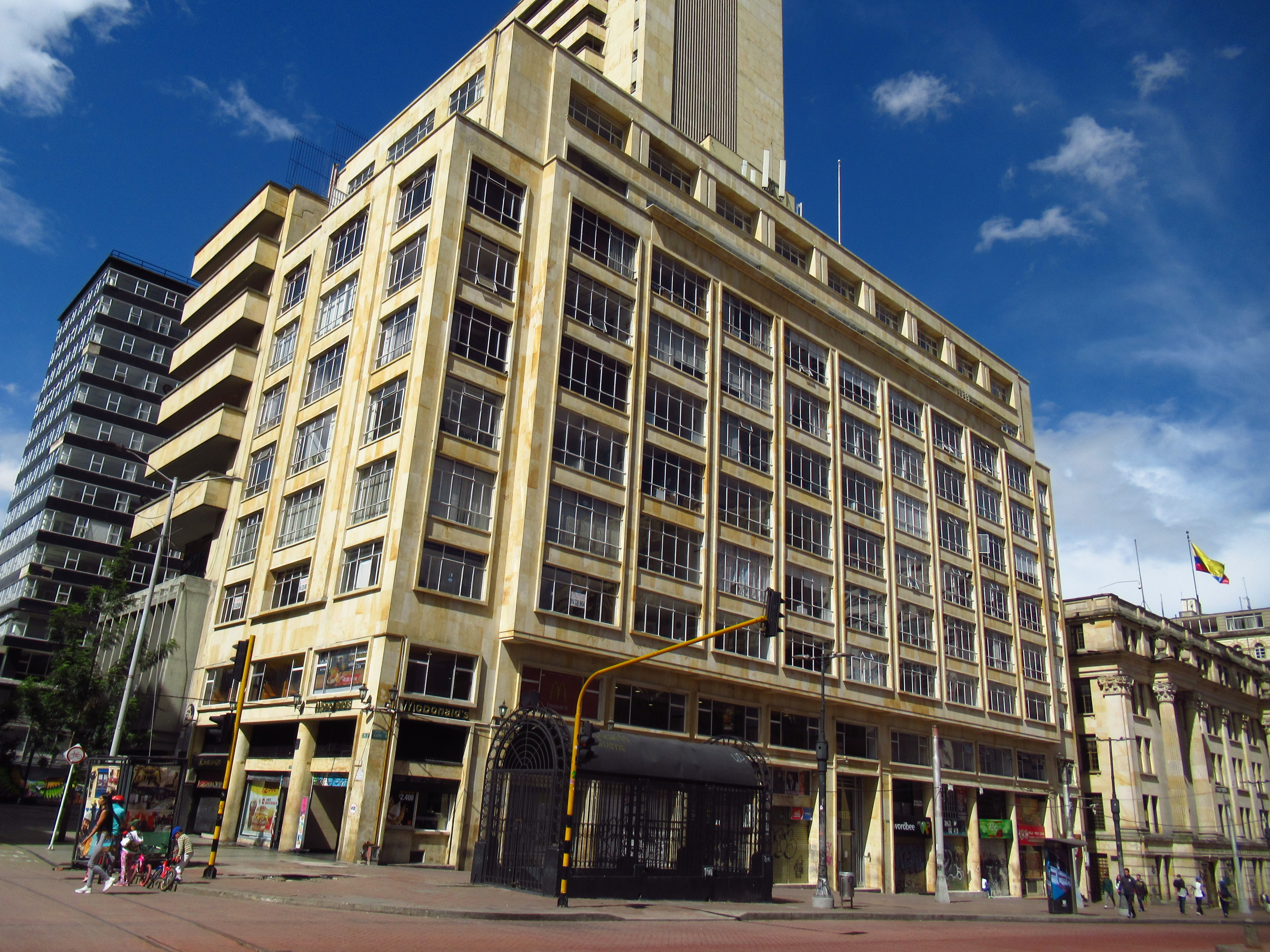
Costado nororiental
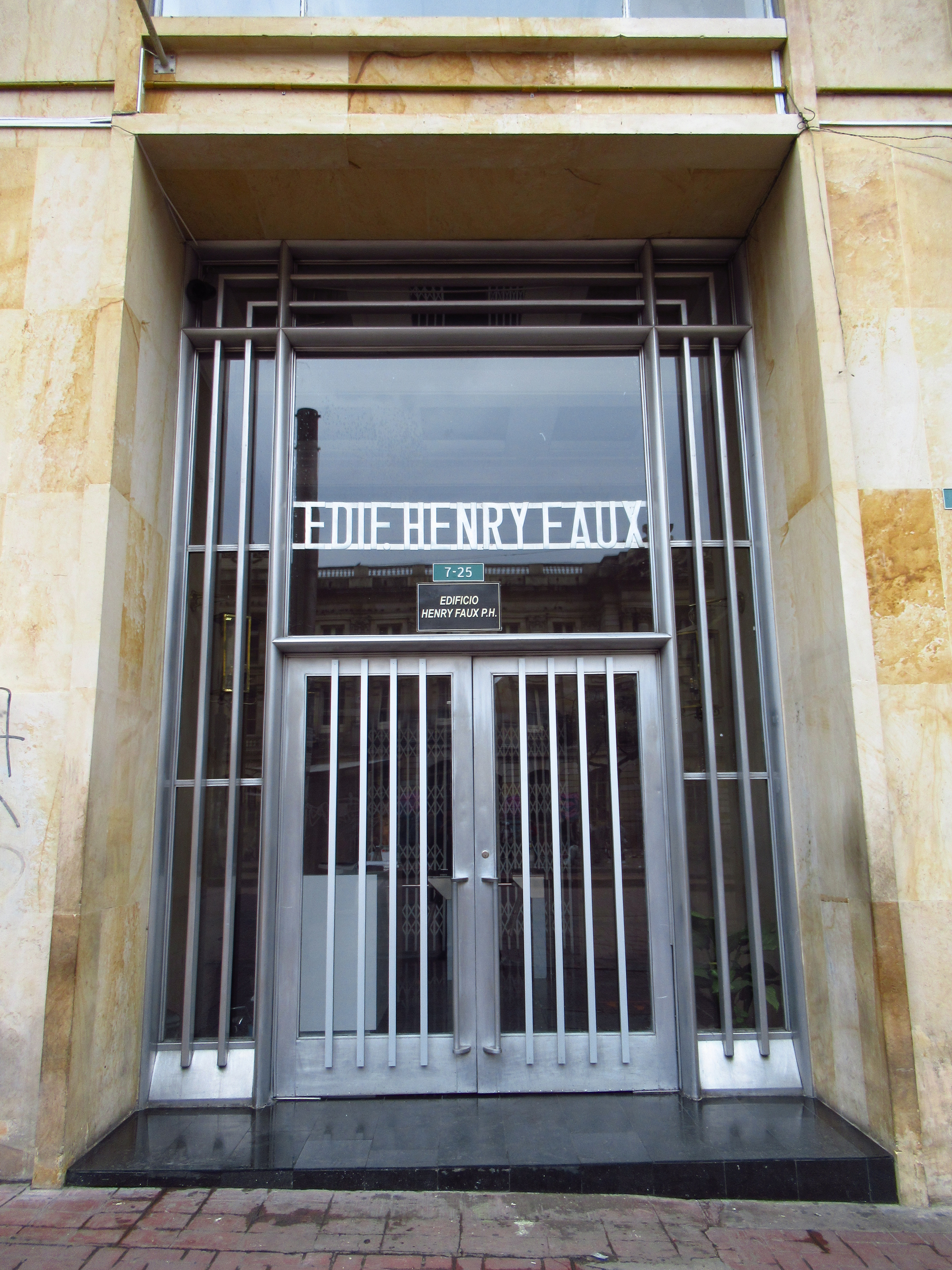
Entrada